# Vívian Amorim
Vivian Silveira Amorim (Manaus, 20 de marzo de 1993), más conocida como Vivian Amorim, es una modelo brasileña.

## Biografía
Vivian Amorim nacida en 20 de marzo de 1993 en Manaus. Hija de Vera Lucía y del periodista Humberto Amorim.

## Carrera
A los 15 empezó a trabajar como modelo ya los 16 empezó a prepararse para concursos de belleza. A los 18 años en 2012 ganó su primer concurso, Miss Amazonas además de ser coronada Miss Congeniality. En Miss Brasil celebrada en el mismo año, Vivian quedó entre las 10 finalistas y ganó el premio de traje tradicional.
En 2014, fue presentadora de Miss Amazonas en una emisora local, papel que retomó en 2015. En 2016, se unió al Programa do Natan, que se muestra en la filial de Band en Amazonas como reportera.
Se dio a conocer en todo Brasil luego de participar en la decimoséptima temporada de Big Brother Brasil en la que quedó subcampeona con el 41% de los votos. Al año siguiente fue anunciada como reportera de Big Brother Brasil 18 junto a Fernanda Keulla, ganadora de BBB13. Con el final de la edición, ambos fueron elegidos como reporteros para el Video Show.
Meses después, fueron reasignados al puesto de presentadores junto a Sophia Abrahão en reemplazo de Otaviano Costa. El dúo permaneció en el programa hasta noviembre del mismo año, cuando Joaquim Lopes acompañó a Sophia en la presentación de la atracción.  En 2019, Amorim y Keulla fueron nuevamente confirmados en el informe Big Brother Brasil con la finalista de BBB18, Ana Clara Lima.
En 2020, se unió a Titi Müller y Bruno de Luca a cargo del programa A Eliminação, de Multishow y entrevistó a otros Ex BBBs en De Ex Pra Ex una serie de vidas realizadas en el Instagram del canal. En el mismo año trabajó en el Premio Multishow como presentadora de Live dos Indicados y más tarde como reportera de la ceremonia. En octubre presentó la serie digital Amazone-se, una iniciativa del gobierno del Estado de Amazonas para retomar el turismo en la región pospandemia.

## Vida personal
En enero de 2017, durante su participación en el reality show Big Brother Brasil inició una relación con el participante Manoel Rafaski. El noviazgo llegó a su fin en septiembre del mismo año.
En mayo del 2020, anunció su relación con el publicista Leo Hirschmann, los dos se conocieron en el Carnaval de Salvador, ambos se casaron el mismo año. En septiembre de 2021 anunció que estaba embarazada de una niña. Su primer hijo, Malu nació por parto normal el 27 de enero de 2022 en Manaus.

## Filmografía

### Televisión
| Año       | Título                            | Personaje                 | Nota(s)                      |
| --------- | --------------------------------- | ------------------------- | ---------------------------- |
| 2017      | Big Brother Brasil                | Ella misma / Competidora  | Temporada 17: "2ª finalista" |
| 2018-2019 | Big Brother Brasil 18             | Ella misma / Reportero    | Participación                |
| 2018-2019 | Big Brother Brasil 19             | Ella misma / Reportero    | Participación                |
| 2018-2019 | Vídeo Show                        | Ella misma / Presentadora |                              |
| 2020-2021 | Big Brother Brasil - A Eliminação | Ella misma / Presentadora |                              |
| 2020      | Prêmio Multishow                  | Ella misma / Reportero    | Participación                |
| 2022      | Farofa da Gkay                    | Ella misma / Presentadora |                              |
| 2023-     | Big Brother Brasil 23             | Ella misma / Reportero    | Participación                |

### Webserie
| Año  | Título              | Personaje  | Nota(s) |
| ---- | ------------------- | ---------- | ------- |
| 2017 | Canal Vivian Amorim | Ella misma |         |